# Satynki
Satynki (Lamproliidae) – rodzina ptaków z podrzędu śpiewających (Oscines) w obrębie rzędu wróblowych (Passeriformes).

## Zasięg występowania
Rodzina obejmuje gatunki występujące na Fidżi, Nowej Gwinei i wyspie Sangihe.

## Systematyka
Satynki najbliżej spokrewnione są z wachlarzówkami (Rhipiduridae) i niekiedy klasyfikowane są jako podrodzina (Lamproliinae) w rodzinie wachlarzówek. Do rodziny satynek należą następujące rodzaje:
- Chaetorhynchus A.B. Meyer, 1874 – jedynym przedstawicielem jest Chaetorhynchus papuensis A.B. Meyer, 1874 – prostogonek
- Eutrichomyias Meise, 1939 – jedynym przedstawicielem jest Eutrichomyias rowleyi (A.B. Meyer, 1878) – lazurczyk
- Lamprolia Finsch, 1874